# یورلاندو پریرا مارکز فیلو
یورلاندو پریرا مارکز فیلو (به پرتغالی: Iorlando Pereira Marques Filho) مهاجم اهل برزیل است که در شهر گوییاس و در تاریخ ۱۴ ژانویهٔ ۱۹۸۵ به دنیا آمده‌است.
یورلاندو پریرا مارکز فیلو در تیم‌های فوتبال Avaí سابقهٔ حضور دارد.